# Ralf Hafner

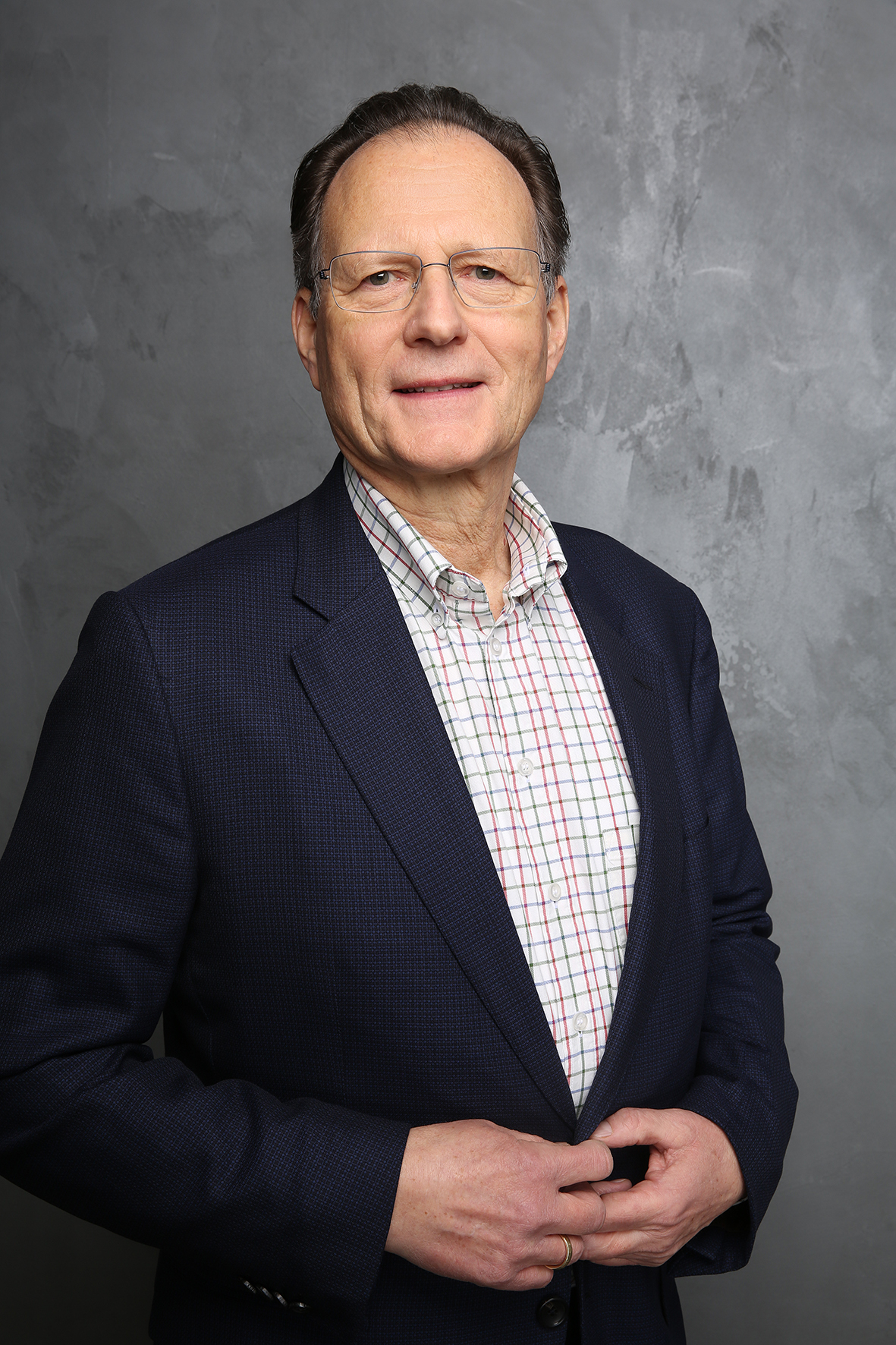
Ralf Hafner (2024)

Ralf Hafner (* 13. April 1959 in Köln) ist ein deutscher Betriebswirt, Professor für International Business an der Hochschule für Technik und Wirtschaft Berlin und Autor von deutsch- und englischsprachigen Standardwerken zum Thema Unternehmensbewertung.

## Werdegang
Nach High School Diploma (USA), Abitur, Banklehre und Bundeswehr (Reserveoffizier) Studium der Betriebswirtschaftslehre mit Abschluss als Diplom-Kaufmann an der Universität zu Köln (1985). Anschließend bis 1988 wissenschaftlicher Mitarbeiter am dortigen Treuhandseminar bei Günter Sieben. Promotion 1988 über ein Thema aus dem Bereich der Unternehmensbewertung. Von 1989 bis 2012 war er als M&A-Berater in der Praxis tätig und hat zahlreiche Unternehmenstransaktionen begleitet. Er bekleidete Führungspositionen als Geschäftsführer bei Beratungsgesellschaften, als Managing Director bei Investmentbanken und als Partner im Bereich Transaktionsberatung bei einer der Big Four. Im Jahr 2012 kehrte er an die Hochschule zurück und lehrt seit 2013 vorwiegend in den englischsprachigen Bachelor- und Masterstudiengängen International Business an der Hochschule für Technik und Wirtschaft Berlin. Ralf Hafner ist in zweiter Ehe verheiratet, hat drei Kinder und lebt in Potsdam.

## Forschung und Lehre
Seine Forschungsschwerpunkte liegen in den Bereichen Corporate Finance, Unternehmensbewertung und Mergers & Acquisitions. Darüber hinaus hat Ralf Hafner zur Digitalisierung der Lehre publiziert. Er ist Autor mehrerer deutsch- und englischsprachiger Fachbücher zur Unternehmensbewertung. Von 1986 bis 1988 war er Schriftleiter der Zeitschrift Betriebswirtschaftliche Forschung und Praxis (BFuP). Ralf Hafner ist Mitglied des Arbeitskreises Finanzierung der Professorinnen und Professoren an Hochschulen für Angewandte Wissenschaften. In der Lehre konzentriert er sich auf die Vermittlung von praxisrelevantem Wissen in modernen, insbesondere digitalen Lehrformen. Er initiierte die Einrichtung eines Bloomberg-Labors an der Hochschule für Technik und Wirtschaft Berlin und integrierte dessen Nutzung durch die Studierenden in seine Vorlesungen.

## Veröffentlichungen (Auswahl)
- Corporate Valuation. 2nd edition, Tübingen 2025, ISBN 978-3-381-13531-8, mit Veit Wohlgemuth
- Unternehmensbewertung. München 2024, ISBN 978-3-381-11351-4
- Unternehmensbewertungen als Instrumente zur Durchsetzung von Verhandlungspositionen, in: BFuP 1993, S. 79–89
- Grenzpreisermittlung bei mehrfacher Zielsetzung – ein Beitrag zur Bewertung strategischer Unternehmensakquisitionen. Bergisch Gladbach/Köln 1989, ISBN 3-89012-143-8
- On Bloomberg Terminals in Higher Education, in: Higher Education Research Vol. 5, No. 4, 2020, S. 55–61